# Nicolae Bâzoi
Nicolae Bâzoi este un politician român, fost primar al sectorului 5 în perioada februarie 1992 - iunie 1996 din partea PNL. A fost primul primar al sectorului 5 ales prin alegeri locale libere după 1989.

## Vezi și
- Lista primarilor sectoarelor bucureștene aleși după 1989

## Legături externe
- Remember 26 aprilie 1994 - Presa acum 20 de ani - amosnews.ro Arhivat în 9 mai 2016, la Wayback Machine.